# Pic de la Creu
El Pic de la Creu és una muntanya de 2.164,7 metres d'altitud del límit dels termes de les comunes de Noedes i Oleta i Èvol, totes dues de la comarca del Conflent, a la Catalunya del Nord.
És a la zona nord-est del terme d'Oleta i Èvol i a la nord-oest de la de Noedes. És a prop al sud de la Collada del Gorg Negre, i més lluny al nord-oest del Coll de Portus.
És una muntanya freqüentada per les rutes excursionistes dels voltants de Noedes i Orbanyà.